# ジャレッド・ペイン
ジャレッド・ペイン（Jared Payne、1985年10月13日 - ）は、アイルランドのラグビーユニオン指導者。

## プロフィール
- ニュージーランド・タウランガ出身[1]。
- 現役時代のポジションはセンター(CTB)、フルバック(FB)。
- 身長 188cm、体重 95kg
- U21ニュージーランド代表に選ばれたことがある。
- アイルランド代表通算キャップ数は11でワールドカップ2015のアイルランド代表に選ばれた[2]。
- ブリティッシュ・アンド・アイリッシュ・ライオンズにも選ばれたことがある[3]。

## 略歴
レンスター、ワイカト、チーフス、ノースランド、クルセイダーズ、ブルーズを経て、2011年、アルスターに加入。 
2018年、現役を引退した。その後 アルスター・ASMクレルモンのコーチを歴任して、2023年、スカーレッツのコーチに就任。